# Дойчев Вадим Пантелеймонович
Вадим Пантелеймонович До́йчев (1923–1945) — Гвардії старший лейтенант Робітничо-селянської Червоної Армії, учасник німецько-радянської війни, Герой Радянського Союзу (1945).

## Біографія
Вадим Дойчев народився 31 серпня 1923 року в Миколаєві (нині — Україна) в робітничій сім'ї. Закінчив десять класів школи у Слов'янську та аероклуб. У 1940 році Дойчев був призваний на службу в Робітничо-селянську Червону Армію. У 1943 році він закінчив Ворошиловградську військову авіаційну школу пілотів. Із березня того ж року — на фронтах Німецько-радянської війни.
До січня 1945 року гвардії старший лейтенант Вадим Дойчев командував ланкою 75-го гвардійського штурмового авіаполку (1-ї гвардійської штурмової авіадивізії, 1-ї повітряної армії, 3-го Білоруського фронту). На той час він зробив 118 бойових вильотів на штурмівку ворожих об'єктів, бойової техніки і живої сили. 21 березня 1945 року Дойчев загинув у бою. З інтерв'ю товариша по службі Дарушіна Івана Степановича, про останній бойовий виліт: «Був у нас розвідник льотчик Дойчев Вадим, капітан, перш ніж летіти кудись, він робив розвідку, це був мій приятель, друг. Вадимка я його кликав, він мене Ваня. І ось він літав. У Східній Пруссії полетів він в порт Пілау (нині Балтійськ), полетів і не повернувся. Герой Радянського Союзу. Пам'ятаю, я супроводжував його в останній політ, заліз у кабіну, поставили йому бомбометання як годиться. Він каже, що щось у мене якийсь мандраж бере такий, це у нього серце передчуває, що піде з життя. І полетів він туди в місто Пілау цей і не повернувся».

## Нагороди
Указом Президії Верховної Ради СРСР від 19 квітня 1945 гвардії старший лейтенант Вадим Дойчев посмертно був удостоєний високого звання Героя Радянського Союзу. Також був нагороджений орденом Леніна, двома орденами Червоного Прапора, орденом Олександра Невського, Вітчизняної війни 1-го ступенів, Слави 3-го ступеня.

## Пам'ять
На честь Дойчева названа вулиця в місті Рубіжне.